# 113e méridien ouest
En géographie, le 113e méridien ouest est le méridien joignant les points de la surface de la Terre dont la longitude est égale à 113° ouest.

## Géographie

### Dimensions
Comme tous les autres méridiens, la longueur du 113e méridien correspond à une demi-circonférence terrestre, soit 20 003,932 km. Au niveau de l'équateur, il est distant du méridien de Greenwich de 12 579 km,.
Avec le 67e méridien est, il forme un grand cercle passant par les pôles géographiques terrestres.

### Régions traversées
En commençant par le pôle Nord et descendant vers le sud au pôle Sud, Le 113e méridien ouest passe par:
| Coordonnées           | Pays, territoire ou mer | Notes |
| --------------------- | ----------------------- | --- |
| 90° 00′ N, 113° 00′ O | Océan Arctique          | |
| 78° 26′ N, 113° 00′ O | Canada                  | Territoires du Nord-Ouest — île Borden |
| 78° 17′ N, 113° 00′ O | Détroit de Wilkins      | |
| 77° 54′ N, 113° 00′ O | Canada                  | Territoires du Nord-Ouest — Île Mackenzie King |
| 77° 31′ N, 113° 00′ O | Étendue d'eau sans nom  | |
| 76° 16′ N, 113° 00′ O | Canada                  | Territoires du Nord-Ouest — Île Melville |
| 75° 05′ N, 113° 00′ O | Golfe de Liddon (en)    | |
| 74° 58′ N, 113° 00′ O | Canada                  | Territoires du Nord-Ouest — Île Melville |
| 74° 24′ N, 113° 00′ O | Canal de Parry          | Détroit du Vicomte-Melville |
| 73° 00′ N, 113° 00′ O | Canada                  | Northwest Territories — Île Victoria |
| 70° 35′ N, 113° 00′ O | Baie du Prince Albert   | |
| 70° 19′ N, 113° 00′ O | Canada                  | Territoires du Nord-Ouest — Île Linaluk et Île Victoria Nunavut — à partir de 70° 00′ N, 113° 00′ O sur l'Île Victoria                                              |
| 68° 29′ N, 113° 00′ O | Golfe du Couronnement   | |
| 67° 57′ N, 113° 00′ O | Canada                  | Nunavut — Îles Lawford |
| 67° 55′ N, 113° 00′ O | Golfe du Couronnement   | |
| 67° 40′ N, 113° 00′ O | Canada                  | Nunavut Territoires du Nord-Ouest — à partir de 65° 39′ N, 113° 00′ O, passe par le Grand lac des Esclaves Alberta — à partir de 60° 00′ N, 113° 00′ O              |
| 49° 00′ N, 113° 00′ O | États-Unis              | Montana Idaho — à partir de 44° 26′ N, 113° 00′ O Utah — à partir de 42° 00′ N, 113° 00′ O, passe par le Grand Lac Salé Arizona — à partir de 37° 00′ N, 113° 00′ O |
| 31° 56′ N, 113° 00′ O | Mexique                 | Sonora |
| 30° 33′ N, 113° 00′ O | Golfe de Californie     | |
| 28° 27′ N, 113° 00′ O | Mexique                 | État de Basse-Californie Basse-Californie du Sud — à partir de 28° 00′ N, 113° 00′ O                                                                                |
| 26° 33′ N, 113° 00′ O | Océan Pacifique         | |
| 60° 00′ S, 113° 00′ O | Océan Austral           | |
| 74° 09′ S, 113° 00′ O | Antarctique             | Liste des territoires non revendiqués |